# Moosbach (Oberösterreich)
Moosbach ist eine Gemeinde mit 1141 Einwohnern (Stand 1. Jänner 2025) im Innviertel in Oberösterreich.

## Geografie
Die Gemeinde Moosbach befindet sich etwa 25 Kilometer westlich von Ried im Innkreis und 10 Kilometer südöstlich von Braunau am Inn.
Sie liegt am Westrand des Inn- und Hausruckviertler Hügellands, zwischen Inntal im Norden, Mattigtal im Westen und Kobernaußerwald im Süden.
Das Gemeindegebiet umfasst das untere Moosbachtal, wo es sich über 7½ Kilometer vom flachen Norden, der schon zur Raumeinheit Inntal gehört, nach Süden zieht, schon in die Raumeinheit Hausruck und Kobernaußer Wald hinein. Die Ostwestausdehnung beträgt maximal 5 Kilometer, vom Kamm Mattigtal/Moosbachtal an den Ostrand des Schachawalds.
Die Gemeinde hat eine Fläche von 19,1 Quadratkilometer. Davon sind 58 Prozent landwirtschaftliche Nutzfläche, 35 Prozent sind bewaldet.

### Gemeindegliederung
Das Gemeindegebiet umfasst folgende 16 Ortschaften (in Klammern Einwohnerzahl Stand 1. Jänner 2025):
- Bäckenberg (27)
- Dietraching (79)
- Grubedt (38)
- Hainschwang (17)
- Hufnagl (40)
- Hunding (15)
- Matzelsberg (74)
- Moosbach (187)
- Reisach (15)
- Reisedt (54)
- Schacha (56)
- Spraidt (78)
- Steingassen (3)
- Waasen (432)
- Wimholz (5)
- Winden (21)

Die Gemeinde besteht aus den Katastralgemeinden Grubedt und Waasen.
Einziger Zählsprengel ist Moosbach.

### Nachbargemeinden
|                          | Weng im Innkreis                            | Altheim  |
| Burgkirchen Mauerkirchen | Kompassrose, die auf Nachbargemeinden zeigt |          |
| Helpfau-Uttendorf        | Maria Schmolln                              | Treubach |

## Geschichte
Der Fund eines Steinbeiles im Gemeindegebiet weist besiedlungsgeschichtlich sehr weit in die Vergangenheit. Die Keltenschanze im Schachawald ist wahrscheinlich latènezeitlich.
In Ranshofener Urkunden tauchen um das Jahr 1070 zum ersten Mal Herren aus Moosbach als Zeugen auf. Sie geben so indirekt Nachricht vom Bestehen des Ortes zu dieser Zeit.
Aus dem 12. Jahrhundert berichten uns die verschiedensten Dokumente von Zuwendungen an einige Klöster, von Kirchenstiftung, aber auch von Exkommunikation als Station im Leben einer edlen Familie von Moosbach. Bewegte Zeiten und daraus resultierende Gefahren für die Bevölkerung haben Schutzeinrichtungen hervorgebracht wie den Erdstall, welcher vor Jahren bei Bauarbeiten im Ortsgebiet entdeckt wurde.
In einer Salzburger Urkunde aus dem Jahr 1196 ist zum ersten Mal ein Pfarrer von Moosbach erwähnt, der dem Bischof von Passau unterstellt war. Der Pfarrbezirk umfasste ursprünglich auch Weng und Mining, welche erst nach der Josephinischen Reform im 18. Jahrhundert selbstständig wurden.
Nach jahrhundertelanger Zugehörigkeit zu Bayern kam das gesamte Innviertel durch den Frieden von Teschen im Jahre 1779 zu Österreich.
Vom Spätmittelalter bis ins Jahr 1848 prägten zwei Mittelpunkte den Ort:
Schloss und Hofmark Waasen, mit wechselnden Besitzerfamilien. Waasen ist immer noch die größte Ortschaft der Gemeinde sowie die Pfarre und Grundherrschaft Moosbachs. Nach Aufhebung der Untertänigkeitsverhältnisse in der Revolution von 1848/49 wurde per 1851 aus den Steuergemeinden Waasen und Grubedt die Ortsgemeinden Moosbach gebildet.

### Bevölkerungsentwicklung

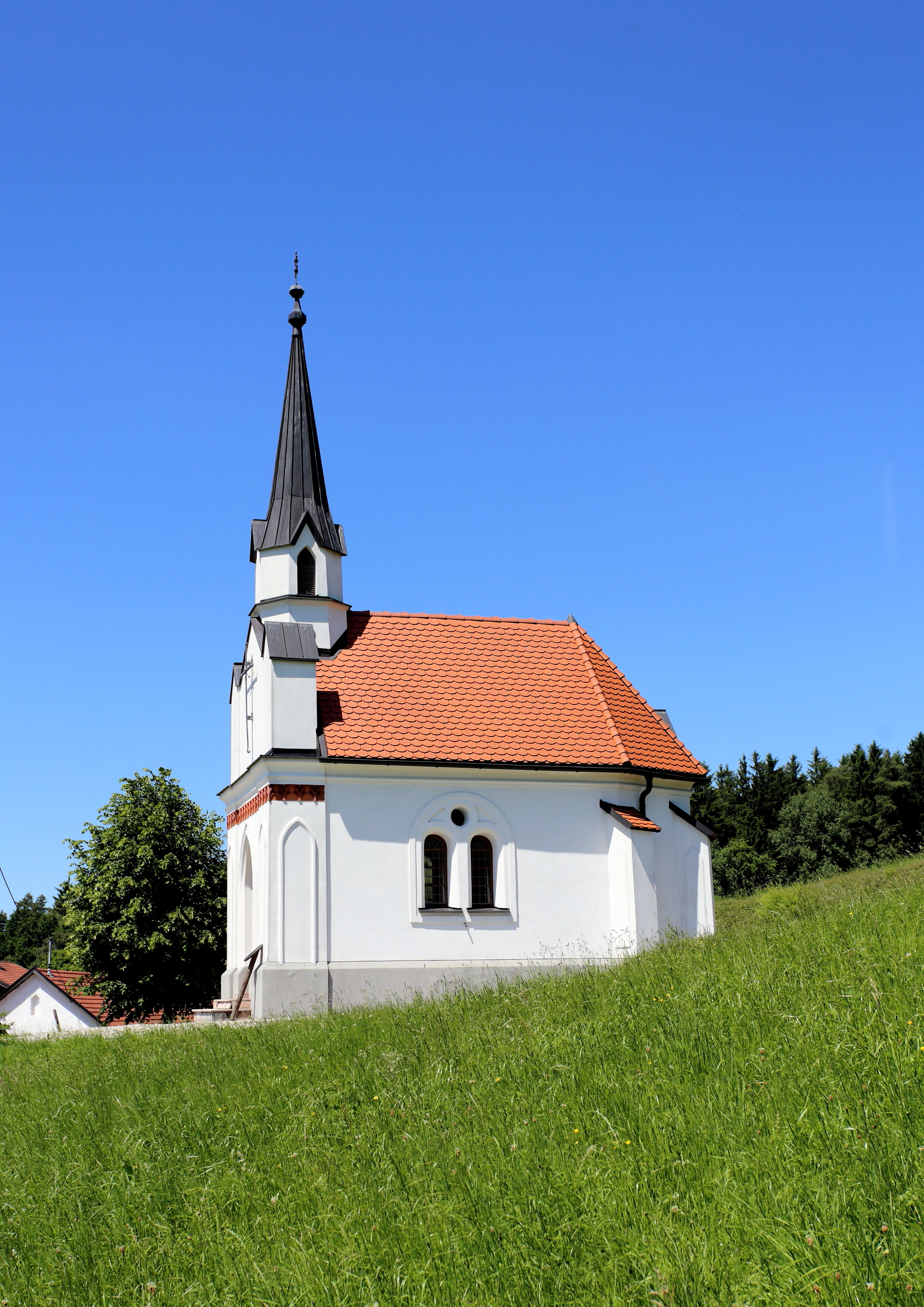
Thalleidlkapelle

## Kultur und Sehenswürdigkeiten
- Katholische Pfarrkirche Moosbach Hll. Petrus und hl. Silvester
- Thalleidlkapelle

## Wirtschaft und Infrastruktur
2011 wurde der Schachawald als Vorrangzonenstandortraum für den Ausbau von Windenergie ausgewiesen. Bisher kam kein tragfähiges Projekt zustande.

## Politik
Der Gemeinderat hat 13 Mitglieder.
- Mit den Gemeinderats- und Bürgermeisterwahlen in Oberösterreich 1997 hatte der Gemeinderat folgende Verteilung: 7 ÖVP, 5 FPÖ und 1 SPÖ.
- Mit den Gemeinderats- und Bürgermeisterwahlen in Oberösterreich 2003 hatte der Gemeinderat folgende Verteilung: 6 ÖVP, 5 FPÖ und 2 SPÖ.
- Mit den Gemeinderats- und Bürgermeisterwahlen in Oberösterreich 2009 hatte der Gemeinderat folgende Verteilung: 6 FPÖ, 5 ÖVP und 2 SPÖ.
- Mit den Gemeinderats- und Bürgermeisterwahlen in Oberösterreich 2015 hatte der Gemeinderat folgende Verteilung: 8 FPÖ, 4 ÖVP und 1 SPÖ.
- Mit den Gemeinderats- und Bürgermeisterwahlen in Oberösterreich 2021 hat der Gemeinderat folgende Verteilung: 7 FPÖ und 6 ÖVP.[6]

| Partei | 2021  | 2021    | 2015    | 2015    | 2009  | 2009    | 2003  | 2003    | 1997  | 1997    |
| Partei | %     | Mandate | Prozent | Mandate | %     | Mandate | %     | Mandate | %     | Mandate |
| ------ | ----- | ------- | ------- | ------- | ----- | ------- | ----- | ------- | ----- | ------- |
| ÖVP    | 46,12 | 6       | 31,49   | 4       | 40,90 | 5       | 45,04 | 6       | 50,00 | 7       |
| SPÖ    | 0     | 0       | 11,69   | 1       | 14,65 | 2       | 18,20 | 2       | 12,35 | 1       |
| FPÖ    | 53,88 | 7       | 56,82   | 8       | 44,44 | 6       | 36,76 | 5       | 37,65 | 5       |

### Bürgermeister
Bürgermeister seit 1850 waren:
- 1850–1858 Andreas Pühringer
- 1858–1862 Georg Schachinger
- 1862–1866 Mathias Denk
- 1866–1867 Franz Ranftl
- 1867–1870 Josef Reiseder
- 1870–1873 Johann Spraider
- 1873–1876 Josef Gollhammer
- 1876–1879 Franz Biebl
- 1879–1885 Michael Friedl
- 1885–1894 Franz Harrer
- 1894–1897 Josef Hintermayr
- 1897–1900 Josef Wimmer
- 1900–1903 Franz Denk
- 1903–1906 Franz Harrer
- 1906–1910 Anton Öller
- 1910–1913 Ludwig Katzlberger
- 1913–1919 Michael Kasinger
- 1919–1924 Heinrich Gollhammer
- 1924–1929 Anton Hiebl
- 1929–1934 Franz Seeburger
- 1934–1937 Josef Öller
- 1937–1942 Johann Kasinger
- 1942–1945 Franz Bruckbauer
- 1945–1973 Johann Kasinger
- 1973–1991 Franz Öller
- 1991–1996 Franz Hiebl
- 1996–2021 Johann Scharf (FPÖ)
- seit 2021 Josef Reiseder (FPÖ)

### Wappen
Der Gemeinde wurde 1991 folgendes Wappen verliehen: In Grün über einem silbernen, mit einer blauen Wellenleiste belegten, linken Flankenschräglinksbalken eine goldene Trollblume mit goldenem Stiel und zwei goldenen Blättern.
Die beiden Wellenlinien stehen für die Gewässer Moosbach und Lochbach, die im Gemeindegebiet zusammenfließen. Die Trollblume symbolisiert die intakte Umwelt der Gemeinde.

## Persönlichkeiten
- Felix Bichl (1875–1956), Bauer und Politiker